# Tiszaszőlős
Tiszaszőlős is een plaats (község) en gemeente in het Hongaarse comitaat Jász-Nagykun-Szolnok. Tiszaszőlős telt 1730 inwoners (2002).